# Bartosz Białkowski
Bartosz Marek Białkowski (pronunție în poloneză [ˈbartɔʐ bʲawˈkɔfski] ⓘ; n. 6 iulie 1987) este un fotbalist polonez care joacă pe postul de portar pentru Ipswich Town și echipa națională a Poloniei.

## Cariera pe echipe

### Górnik Zabrze
Nascut la Braniewo, Polonia, Białkowski a debutat în campionatul Poloniei pe 30 octombrie 2004 pentru Górnik Zabrze înfrângerea cu 3-1 în deplasare cu Dyskobolia Grodzisk. El a intrat de pe bancă pentru a acoperi golul lăsat de portarul Piotr Lech, care a fost eliminat pentru cumulul de cartonașe galbene, iar Białkowski a intrat pe teren în minutul 69 al meciului.

### Southampton
La 9 ianuarie 2006, Białkowski a semnat cu Southampton. A debutat pentru noua sa echipă într-un meci cu Crystal Palace pe 25 ianuarie 2006, care s-a terminat la egalitate, scor 0-0. De asemenea, a jucat pentru prima dată în Cupa Angliei, în victoria cu 1-0 împotriva lui Leicester City de pe 28 ianuarie 2006.
Białkowski a fost accidentat la sfârșitul sezonului 2005-2006 și în prima parte a sezonului 2006-2007, după ce a căzut ciudat încercarea de a prinde o minge venită dintr-o centrare în cea de-a cincea rundă a Cupei Angliei cu Newcastle pe 18 februarie 2006. George Burley nu a putut să-l înlocuiască, deoarece antrenorul a folosit deja cele trei schimbări. Dexter Blackstock i-a luat locul în poartă și l-a împiedicat pe Albert Luque să marcheze primul gol la Newcastle.
După ce și-a revenit din punct de vedere fizic și a aștept să primească minute de joc, Białkowski a revenit în postura de titular al lui Southampton împotriva lui Colchester United, pe 16 martie 2007, în urma unei suspendări de trei etape primite de portarul titular Kelvin Davis. El și-a păstrat locul în echipă chiar și după ce Davis a devenit din nou disponibil, făcând câteva meciuri bune, reușind să apere un penalty executat de Michael Kightly într-o victorie scor 6-0 cu Wolverhampton Wanderers la 31 martie 2007.
Białkowski a fost înlocuit de Davis la începutul sezonului 2007-2008, când Southampton a pierdut cu 4-1 cu Crystal Palace în campionat și 2-1 cu Peterborough United în Cupa Ligii.
La 17 martie 2009, Białkowski a fost împrumutat la Ipswich Town împrumutat până la sfârșitul sezonului. În prima sa apariție pentru echipa de rezerve de la Ipswich, Białkowski a luat cartonașul roșu pentru că a ieșit cu mingea în afara careului. El nu a jucat pentru echipa mare a lui Ipswich și s-a întors la Southampton la sfârșitul sezonului.
La 28 septembrie 2009, Białkowski a ajuns la Barnsley din Championship, fiind împrumutat de urgență pentru o săptămână. A jucat în două meciuri de campionat, apoi s-a întors la Southampton din al treilea eșalon englez. La 24 noiembrie, el a jucat primul meci în campionat  pentru Southampton în doi ani, înlocuindu-l pe Kelvin Davis care s-a accidentat în minutul 61 al meciului cu Hartlepool. A început ca titular în următoarele șase meciuri până când Davis și-a revenit din accidentare. Contractul lui Białkowski expira în iunie, așa că Southampton i-a făcut o ofertă de prelungire a contractului în mai 2010.
În iunie 2010, au circulat informații conform cărora Białkowski a semnat cu echipa portugheza SC Braga dar pe 25 iunie a negat acest lucru, spunând: „Mă voi întoarce la Southampton pentru începutul sezonului și sper să rămân la ei”. Pe 5 august, Białkowski a semnat o prelungire a contractului pe doi ani cu Southampton, cu opțiunea de a prelungi pe încă doi ani.
Białkowski a jucat singurul său meci din campionat în sezonul 2011-2012 în cel cu Blackpool încheiat cu scorul de 2-2. A rămas liber de contract la sfârșitul sezonului după ce clubul a decis să rezilieze contractele a unsprezece jucători. Înainte de rezilierea contractului său, Białkowski era cel mai vechi jucător de la Southampton.

### Notts County
Pe 15 iunie 2012, Białkowski a semnat cu Notts County un contract de trei ani, fiind titular pentru Notts County. El și-a făcut debutul pentru Notts County pe 11 august 2012 într-un meci terminat la egalitate în Cupa Ligii acasă cu Bradford City. Nu a primit gol în victoria cu 2-0 cu Hartlepool. Białkowski a fost lăudat de antrenorul lui Notts County, Keith Curle, după ce a făcut un început bun de sezon, Curle descriind prestați lui Białkowski cu Sheffield United ca fiind una „excepțională”, menționând și faptul că Białkowski este „unul dintre cei mai buni portari din campionat”.
Białkowski a păstrat poarta intactă și în al cincilea meci al sezonului câștigat cu 4-0 împotriva lui Carlisle. Cel de-al zecelea meci fără gol primit a fost cel împotriva lui Oldham, câștigat de Notts cu 1-0. În următorul său meci împotriva lui Leyton Orient, Białkowski a fost implicat într-o ciocnire cu Charlie MacDonald, fiind scos de pe teren și dus la spital unde a fost tratat pentru comoție și o tăietură adâncă pe frunte. Białkowski a revenit la echipă într-un meci terminat la egalitate, scor 1-1 cu Walsall. Białkowski a fost lăudat de stafful tehnic al lui Notts County în remiza scor 0-0 cu Swindon, deoarece a făcut o serie de parade vitale. „Am vorbit cu Pilks după meci și a spus că a fost cel mai bun meci pe care l-am avut pentru Notts County, așa că sunt foarte mulțumit. M-am simțit imbatabil, mai ales în a doua repriză în care am făcut câteva parade și tot strigam „încercați să-mi dați gol”, pentru că eram atât de încrezător”. În primul său sezon pentru club, Bartosz a jucat 40 meciuri în campionat și nu a primit gol în 14 dintre ele.

### Ipswich Town
La 15 iulie 2014, Białkowski a semnat un contract pe doi ani cu Ipswich Town. El a reușit să debuteze pentru Ipswich Town fără să primească gol într-o victorie de 2-0 la Blackpool la 1 noiembrie 2014. El și-a păstrat locul de titular pe parcursul sezonului în care Ipswich a ajuns până în play-off, dar a fost lăsat să plece la înmormântarea tatălui său în august 2015.  Dean Gerken i-a ținut locul în perioada în care a fost accidentat, până la începutul anului 2016, iar Białkowski s-a întors cu o serie de parade impresionante, în urma cărora a primit două premii consecutive pentru celui mai bun jucător al lunii și premiul pentru jucătorul anului ales de suporteri pentru sezonul 2015-2016.
Białkowski și-a păstrat locul în sezonul 2016-2017 și și-a continuat forma sa impresionantă pe tot parcursul sezonului. Performanțele sale pe parcursul sezonului i-au dus încă un premiu de Jucător al Anului pentru sezonul 2016-2017..
El și-a păstrat postul de titular și în sezonul 2017-2018 și a continuat să impresioneze cu paradele sale. A primit din nou premiul acordat celui mai bun jucător al anului pentru al treilea sezon consecutiv.
La 16 iulie 2018, Białkowski a semnat un nou contract pe trei ani cu Ipswich, cu opțiunea de prelungire pe încă un an.

## La națională
Białkowski a debutat pentru Polonia, la 23 martie 2018, într-o înfrângere cu 1-0 într-un meci amical cu Nigeria. A intrat la pauză în locul lui Lukasz Fabianski.
În mai 2018, a fost numit în lotul definitiv al Poloniei de 23 de jucători pentru Campionatul Mondial din 2018 din Rusia.